# Pavillon de l'Argentine (Séville)
Le pavillon de l'Argentine pour l'Exposition ibéro-américaine de 1929 à Séville est située sur le Paseo de las Delicias,  en face du rond-point de Buenos Aires. Il mélange le style indigène péruvien et bolivien avec le baroque.

## Histoire
L'Argentine a participé à l'exposition avec quatre pavillons. L'un d'eux était permanent et les trois autres étaient petits et ont depuis disparu. Sur les trois petites, l'une était destinée à la presse argentine et les deux autres à des expositions argentines. La Commission argentine a demandé 52 000 mètres carrés, bien qu'elle en ait finalement occupé moins. L'Argentine a chargé l'architecte José Espiau y Muñoz de concevoir un pavillon pour la région de Mendoza. Bien qu'Espiau ait dessiné le projet, il n'a pas été construit..
Le bâtiment qui subsiste a été conçu par l'architecte Martín Noel. Il est de style néo-baroque bien qu'il comprenne certains éléments ibéro-américains et métis. En 1929, le gouvernement espagnol a créé une chaire d'art américain hispano-colonial que Noel a inaugurée avec un cours sur l'architecture coloniale en Amérique. En 1930, Martín Noel a été nommé fils adoptif de Séville.
À partir de 1949, elle a été le siège de l'école secondaire Murillo. En 1991, cet institut a déménagé dans la Calle Ramón y Cajal. En 1993, il est devenu le siège de l'école de danse de Séville. L'utilisation du pavillon du Guatemala a également été cédée à cette école. Au XXIe siècle, elle a été rebaptisée Conservatorio Profesional de Danza Antonio Ruiz Soler, d'après l'artiste sévillan du même nom. 

## Galerie

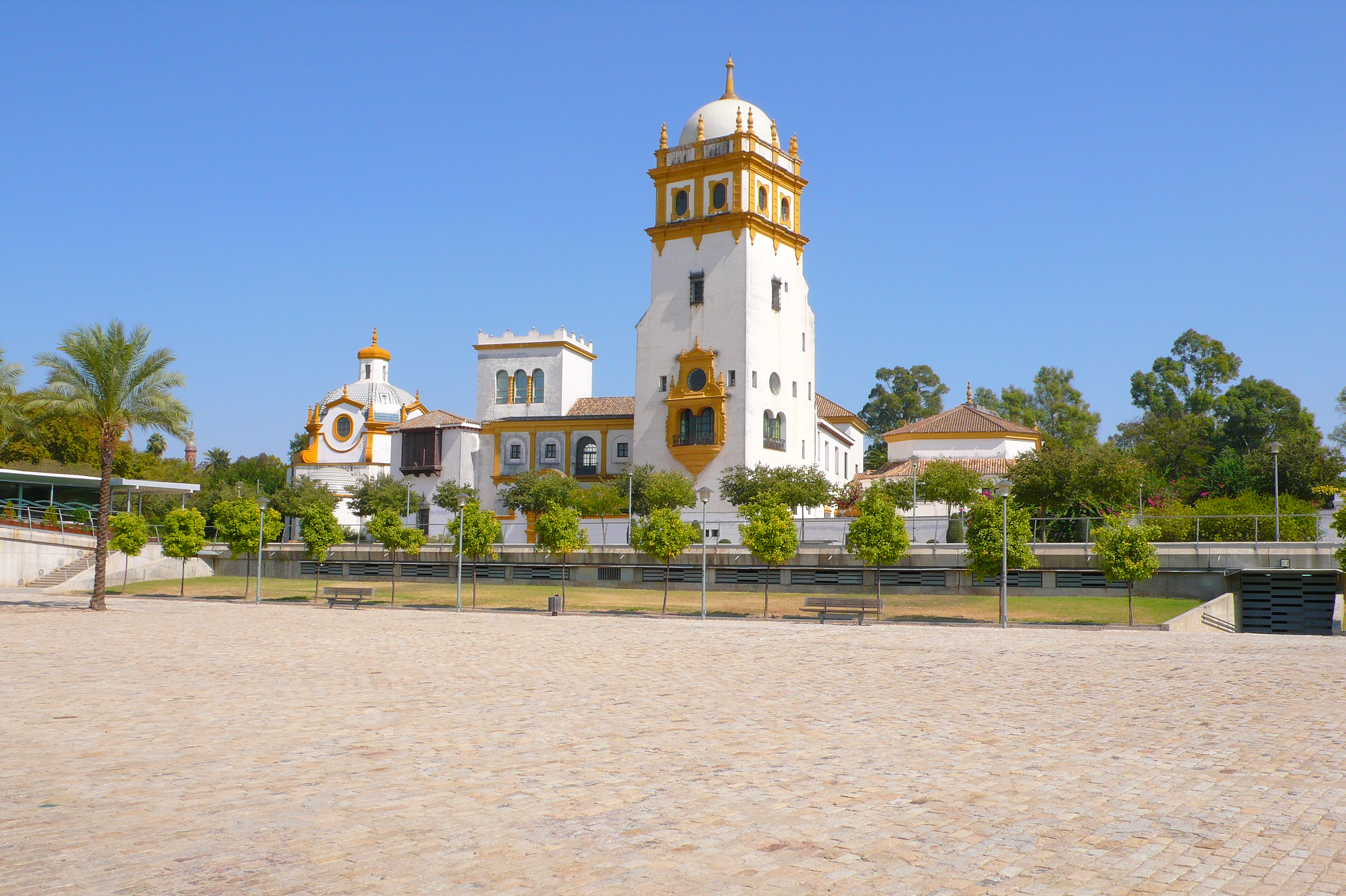
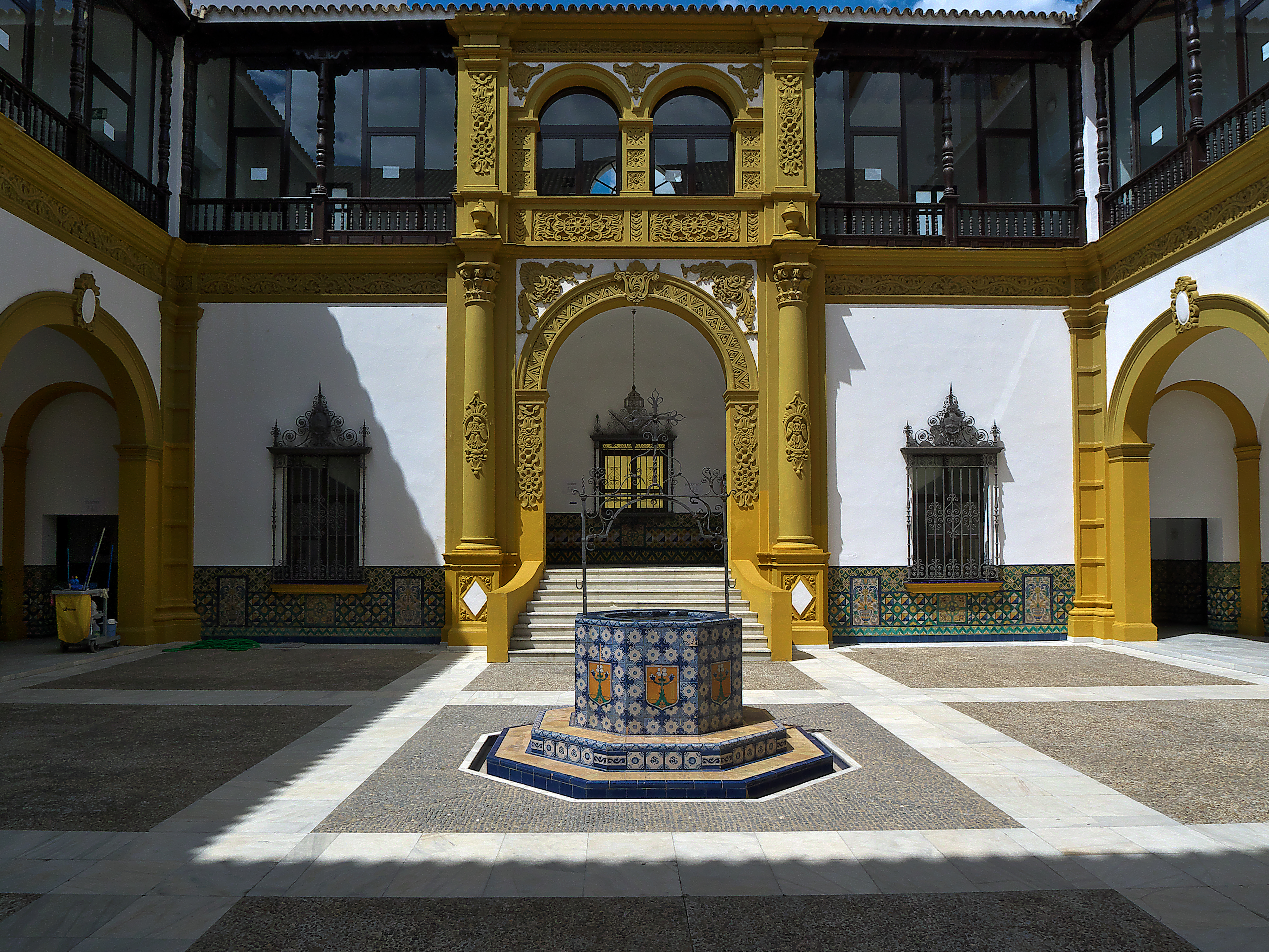
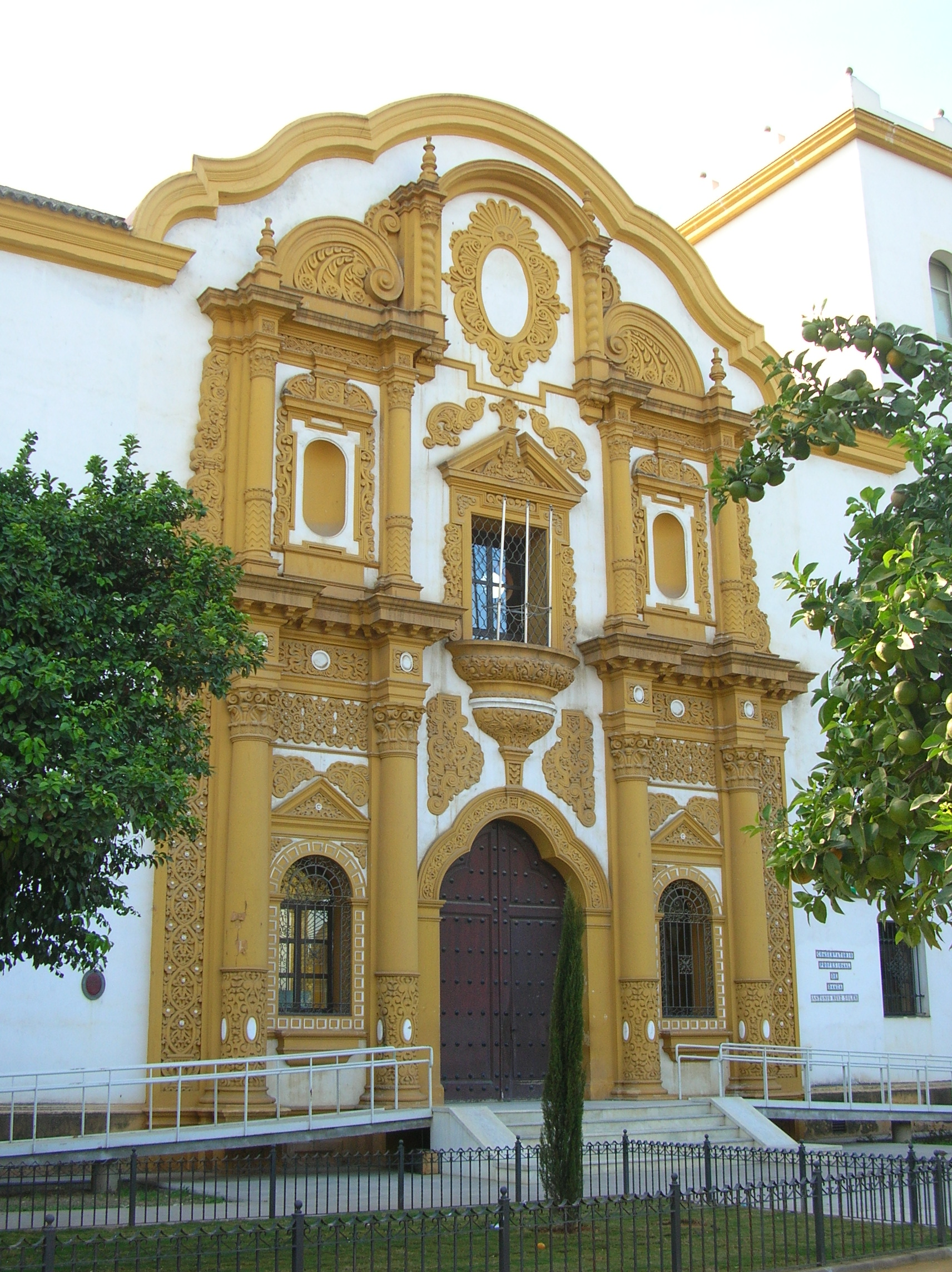
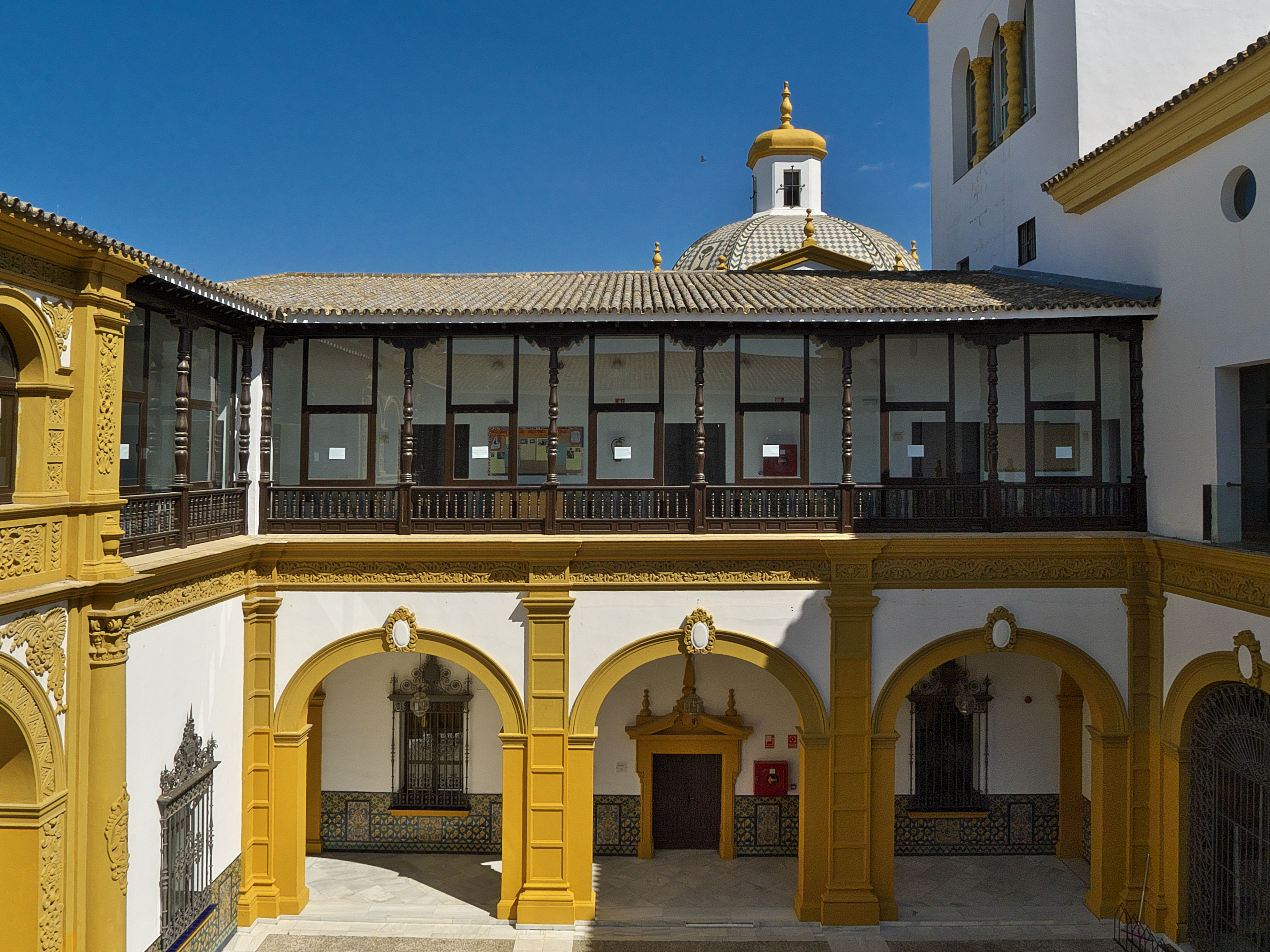
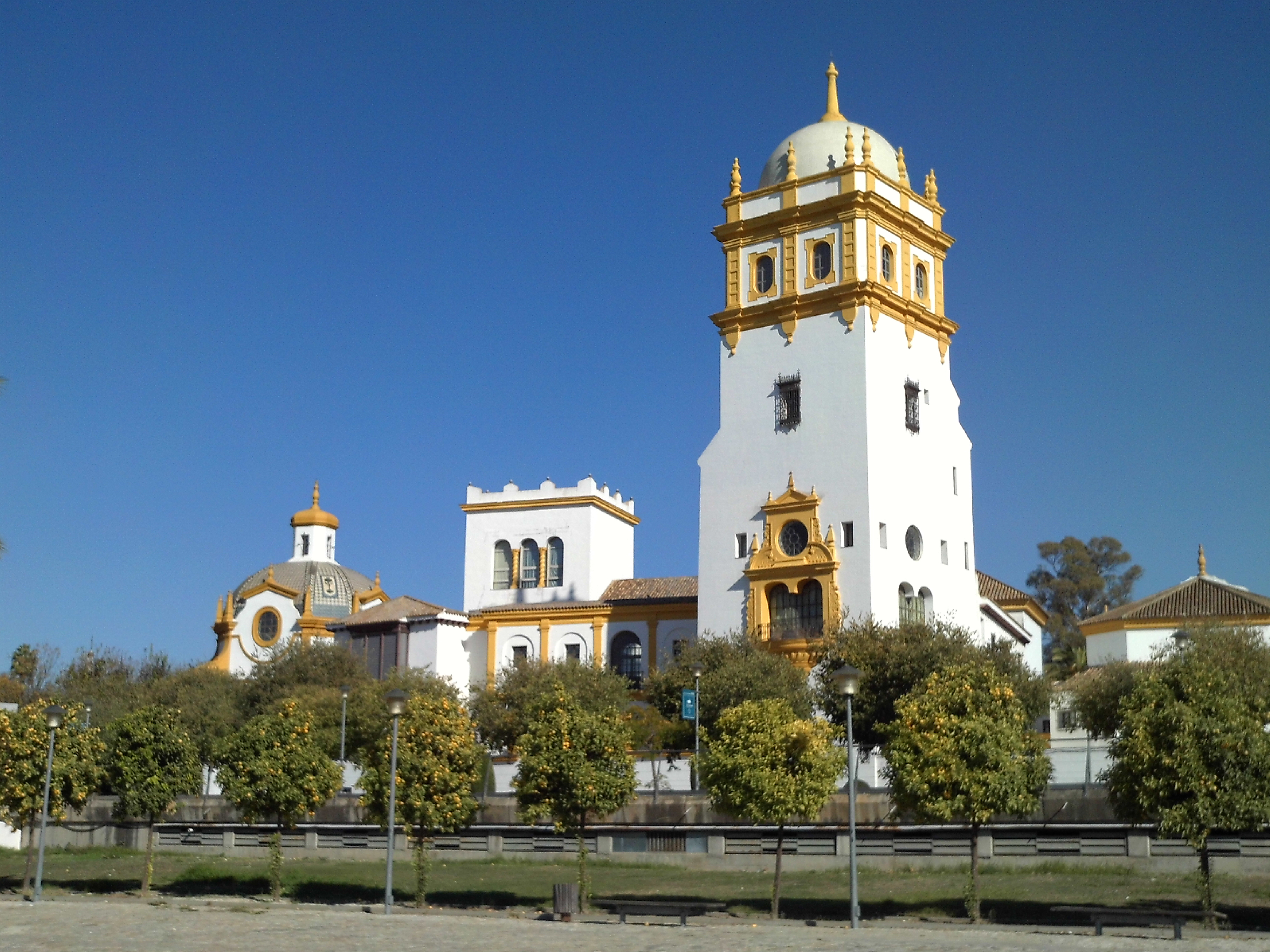